# Litsea cubeba
Litsea cubeba är en lagerväxtart som först beskrevs av João de Loureiro, och fick sitt nu gällande namn av Christiaan Hendrik Persoon. Litsea cubeba ingår i släktet Litsea och familjen lagerväxter. Utöver nominatformen finns också underarten L. c. formosana.